# Filante (re di Efira)
Filante (In greco antico Φύλας) è un personaggio della mitologia greca, re di Efira, una città che si trova nella Tesprozia.

## Mitologia
Di lui si racconta in occasione dello scontro avuto con Eracle che conquistò la sua città. Filante aveva una figlia, Astioche che divenne amante del semidio. Da tale donna nacque Tlepolemo.